# 必殺橋掛人
『必殺橋掛人』（ひっさつはしかけにん）は、1985年8月2日から11月8日まで、テレビ朝日系で毎週金曜日22:00 - 22:54に放送された、朝日放送と松竹（京都映画撮影所、現・松竹撮影所）共同制作のテレビ時代劇。全13話。主演は津川雅彦。
必殺シリーズの第24作。番組タイトルの「橋掛」は「冥土（地獄）に渡す橋を掛ける」の意。

## 概要
本作は前期シリーズの監督である工藤栄一を復帰させ、主人公に必殺シリーズで個性的な悪人を演じてきた、津川雅彦を起用するなど、シリアスな作風への原点回帰作となっている。
その他の俳優陣は『必殺仕事人V』にゲスト出演した萬田久子と斎藤清六。元締役に、シリーズの常連の西崎みどり。正義感の強い若手の殺し屋役に同年7月まで放映された、朝日放送 制作のテレビドラマ『特命刑事ザ・コップ』にレギュラー出演した宅麻伸。番組後半はコメディリリーフとして、当時の漫才ブームの立役者だった、ぼんちおさむが起用された。
江戸の要所、十三箇所に印を付けた地図を巡り、橋掛人グループが趣向を凝らしながら、事件の真相を突き止めて行くという展開がなされた。急場凌ぎとも言うべき混成裏稼業の橋掛人グループは仕事以外での交流がほとんど無いが、その分、殺し屋としてのプロ意識、プライドのぶつかり合いといった描写に重きが置かれている。一方で、若い後妻と先妻との間に出来た一人娘に囲まれた、津川雅彦演じる柳次の日常を描く、ホームドラマとしての描写も行われている。
第1話で柳次が仇として襲ってきた悪人を返り討ちにしたり、依頼を炙り出しで行うなど、過去の作品のオマージュも見られた。
本作終了後、次回作『必殺仕事人V・激闘編』の新番組予告で柳次から中村主水へとバトンタッチするシーンが披露された。

## あらすじ
橋掛人の元締 暗闇の多助は何者かに襲われ、瀕死の状態で、娘のお光の前に現れる。多助は十三箇所に印の付いた江戸の地図をお光に渡し、息絶える。父が橋掛人であることを知らないお光は、父と関わりがあった瓦屋根職人のおくらと松夫婦に父や地図について尋ねるが、自分たちも橋掛人であることを悟られたくない2人は多助や地図について知らないと答える。
おくらは仲間の新吉に連絡し、多助の死について調べ、お光が住む寺に赴くが彼女は何者かにさらわれていた。そこに足抜けしてきた女郎の尾上が多助を尋ねて来る。そして、おくらたちに自分が頼み人だと明かし、頼み金を渡すが、その後、標的の奈良屋甚内の手下に殺されてしまう。多助を殺した者もお光を誘拐した者も、実は甚内の手下であった。甚内は自分が狙われていることに気付き、殺しを阻止しようとしていた。
足抜けを手助けした縁で尾上を気に掛けていた柳次はおくらから、彼女が殺されたことを知らされる。柳次が橋掛人であると見抜いていたおくらは、新吉と共に手を貸すように頼む。柳次はかつて裏の世界で名の知れた橋掛人だったが、娘のために足を洗っていた。一旦は渋る柳次だったが、再び橋掛人となることを承知する。
ここに、お光を元締とする、新しい「橋掛人」グループが結成された。

### 概説
本作は他のシリーズとは異なり、各話毎に新たに依頼を受けるのでは無く、既に依頼が受けられた状況にある。それを受けた元締の多助が亡くなってしまったため、橋掛人たちは唯一の手がかりである地図に記された炙り出しの文字や記号だけを頼りに各話1件ずつ頼み人は誰か?（動機は何か?）、依頼内容は何か?（殺す標的は誰か?）を調べていく。
類似した形式の作品としては『新必殺からくり人』『必殺からくり人・富嶽百景殺し旅』などがある。

## 登場人物

### 橋掛人
柳次
演 - 津川雅彦
反物担ぎの行商人。売り上げはあまり無く、仲間内との博打で稼ぐことが多い。かつては裏の世界で名の通った橋掛人だったが、娘のお咲のために足を洗っていた。
多助が残した「十三の依頼」のみを受けるという条件で、橋掛人に復帰する。
橋掛人としてのプライドは非常に強く、しばしば激情のままに動く新吉と反発し合う。家庭では後妻のお紺に惚れており、明るい内から身体を求めようとする。その一方で、一人娘のお咲も大事にしており、お咲とお紺の不和に悩みつつ、関係改善のために奔走する。

新吉
演 - 宅麻伸
鳥刺し。一匹狼の多助配下の橋掛人。設定年齢は29歳。無口な性格の青年だが血気にはやる面を持ち、冷静沈着な柳次と衝突することが多い。
おくら
演 - 萬田久子
瓦屋根職人で、松の妻。元は多助配下の橋掛人。頼りない亭主の松の人柄に惚れており、彼が標的に捕えられた時は「私たちは二人で一人」と柳次たちの前で述べる場面があり、夫婦の絆は強い。

松
演 - 斉藤清六
瓦屋根職人で、おくらの亭主。陽気で優しい性格だが夫としては頼りなく、失敗も多いが、おくらは松の人柄に惚れている。殺しはせず、主に情報収集と、おくらのサポートを務める
お光（春光尼）
演 - 西崎みどり
瑞観寺の尼僧。父の多助の死を受け、それまで無縁だった裏稼業へ足を踏み入れ、橋掛人の元締となる。
当初は依頼の金を受け取ろうとせず、おくらから注意を受けるなど、裏稼業のことについては全く知らなかったが、父の残した依頼を片付けるために奔走する。
『必殺シリーズ』の歴代元締の中では最年少で危機的な状況に陥っても自身は殺しは行わない。

### その他
お紺
演 - 高部知子
柳次の後妻。おっとりとした性格の若い女性。年齢は19歳。お咲とは口喧嘩ばかりしているが、どちらかと言えば、お咲にやり込められることが多い。しかし喧嘩しながらも、時には姉妹のように仲良くすることもある。

お咲
演 - 安孫子里香
柳次の先妻の娘。まだ子供だが頭の回転が早く、継母のお紺を陥れようと策を練るが、お紺に惚れている柳次には全く効いていない。
伊太郎
演 - オサム（現・ぼんちおさむ）
第9話より登場する岡っ引。お光に惚れており、何かと言い寄って来る。第10話では劇中で、お光役の西崎みどりのヒット曲「旅愁」を唄う。
番頭
演 - 北見唯一
柳次が反物を仕入れに行く呉服店の番頭。商売下手な柳次から買掛金の期日を伸ばす、売れていない反物を別の物に取り替えるなど無理な頼み事をしばしば申し込まれる。
お藤
演 - 鷲尾真知子
柳次の先妻で、お咲の母親。年齢は柳次に近いが「若い男の方が良い」と言って家を出た。家出後も柳次、お咲と定期的に会うなど、仲は悪くない。

多助
演 - 長谷川弘
通称「暗闇の多助」。お光の父親。表稼業は墓守だが、実は裏の世界では名の知れた橋掛人の元締だった。
第1話で、殺しの依頼を阻止したい悪人によって殺されるが、死の間際、既に受けている「十三の依頼」を記した地図を娘のお光に託す。

### ゲスト
第1話 「江戸絵図の謎を探ります」
- 尾上 - 本阿弥周子
- 奈良屋甚内 - 八名信夫
- 寅 - 下元年世
- 六 - 諸木淳郎
- 染奴 - 稲葉浩子
- 丁山 - 吉田哲子
- 西瓜売り - 平井靖
- 殺し屋 - 橋本和博

第2話 「佃島のおとめ魚を探ります」
- 浅吉 - 本田博太郎
- おきみ - 竹井みどり
- 佐太郎 - 牧冬吉
- 清兵衛 - 飯沼慧
- 銀次 - 出水憲司
- おさわ - 星野美恵子
- お島 - 三ッ星登史子
- 担ぎ屋 - 東悦次
- 親方 - 伊波一夫
- 役人 - 美鷹健児
- 漁師 - 松尾勝人
- 漁師 - 平井靖
- 漁師 - 丸尾好広
- おかみさん - 森篤子
- おかみさん - 岡田雅江
- 旦那 - 沖ときお
- 旦那 - 久保政行
- 旦那 - 辻喬二郎

第3話 「神田のゆうれい坂を探ります」
- 佐久間 - 西沢利明
- おりん - 根本律子
- 三五郎 - 堀田真三
- 亥吉 - 滝譲二
- お藤 - 久仁亮子
- おかみさん - 松本光樹
- おかみさん - 山田富久子
- 子供のおりん - 花岡みどり
- 同心 - 真田実
- 鰻屋の主人 - 窪田弘和
- 客 - 伊藤克美
- 客 - 東田達夫
- 若松屋 - 平井靖
- 野次馬 - 北村明男
- 野次馬 - 山村嵯都子
- 入れ墨の男 - 辻喬二郎

第4話 「小伝馬町の怪奇牢を探ります」
- 重蔵 - 戸浦六宏
- 高梨 - 上野山功一
- 辰五郎 - 大下哲矢
- 仙三 - 南条好輝
- 近江屋 - 森源太郎
- 番頭 - 佐藤雅夫
- 野次馬 - 池田律生
- 野次馬 - 山田交作
- ごろん棒 - 三浪郁二
- ごろん棒 - 蓮一郎

第5話 「六本木の朝顔を探ります」
- お菊 - 伊藤真奈美
- お蔦 - 山田はるみ
- 四郎 - 金尾哲夫
- 多聞 - 升毅
- 竜生 - 小林芳宏
- 花江 - 三浦徳子
- 聖四郎 - 門田裕
- 師匠 - 上村明子
- 師匠 - 北原薫
- 同心 - 真田実
- 同心 - 丸尾好広

第6話 「本所の七不思議を探ります」
- 姉小路（お清） - 谷口香
- 長兵衛 - 黒部進
- 生田 - 大竹修造
- お久 - 徳永まゆみ
- 百姓 - 伝法三千雄
- 薬問屋のおかみ - 上田恵子
- おきく - 長谷川直子
- 母親 - 谷口友香
- 職人 - 伊藤克美
- お光の友達 - 近江弥生
- お光の友達 - 岡崎暁子
- 女 - 岡田雅江
- 女 - 頼成裕里子
- 老人 - 伊波一夫
- 男 - 加藤正記
- 子供達 - 村上あゆみ
- 子供達 - 国枝信乃助
- 子供達 - 稲月稔

第7話 「湯島天神の紅梅を探ります」
- 法念 - 石橋雅史
- 天命堂 - 石山雄大
- 麻乃 - 井上ユカリ
- 仙太 - 池田光孝
- お米 - 安岡真智子
- お夏 - 世利ゆかり
- 辰己屋 - 岡村嘉隆
- お梅 - 勝山純子
- お竹 - 松村直美
- 同心 - 松尾勝人
- 同心 - 原尾浩司
- ごろん棒 - 橋本和博
- ごろん棒 - 東田達夫
- 男 - 伊藤克美

第8話 「浅草の㊙ドクロを探ります」
- 仁平 - 山本紀彦
- おもん - 親王塚貴子
- 弥市 - 佐藤晟也
- 弥五郎 - 五味龍太郎
- おひさ - 中條郷子
- 権三 - 柳原久仁夫
- 利兵衛 - 佐々山洋一
- 店主 - 野崎善彦
- 口入れ屋の番頭 - 真田実
- 長屋の上さん - 朝比奈潔子
- 女将 - 町田米子
- 職人 - 松本圭昌
- 手下 - 伊藤克美
- 手下 - 加藤正記
- 手下 - 東田達夫
- 女衒 - 橋本和博

第9話 「柴又帝釈天のトラを探ります」
- お千賀 - 風祭ゆき
- 佐吉 - 遠藤征慈
- 帝釈天の虎 - 永田光男
- お里 - 岡幸恵
- 吉蔵 - 下元年世
- 小源太 - 伊藤克美
- 子分 - 松尾勝人
- 茶店の女 - 小林加奈枝
- 同業者 - 佐藤雅夫
- 的屋 - 池田律生
- 女中 - 山口富久子

第10話 「日本橋の地獄火を探ります」
- 菊之丞 - 菅貫太郎
- 五兵衛 - 千波丈太郎
- 茂十郎 - 石濱朗
- 新五郎 - 中嶋俊一
- おきぬ - 鈴川法子
- 松助 - 諸木淳郎
- おゆみ - 谷口友香
- 手代 - 加藤正記
- 丁稚 - 山崎修
- 内儀 - 三ッ星登史子

第11話 「板橋のウラ仕掛けを探ります」
- 六右衛門 - 松山照夫
- 嘉兵衛 - 上野山功一（2回目）
- おしの - 桂川京子
- おもん - 柴田美保
- 卯之助 - 伊庭剛
- おきわ - 紅萬子
- 順庵 - 伊波一夫
- 人足 - 松尾勝人
- 人足 - 東田達夫

第12話 「四谷の忍者寺を探ります」
- 周助 - 潮哲也
- 仁法大僧正 - 北九州男
- 鐘道 - 大江徹
- 定七 - 芝本正
- お里 - 長谷川直子
- 抜海 - 白川浩二郎
- 鬼鹿 - 広瀬義宣
- 猪狩 - 伴勇太郎
- 舎熊 - 國村隼
- 八雲 - 伊藤康二
- 拓馬 - 東田達夫
- 亀吉 - 花岡秀樹
- お民 - 久仁亮子

第13話 「子連れ刺客の魔剣を探ります」
- お国の方 - 速水典子
- 田所外記 - 宗方勝巳
- 日下部伊織 - 有川博
- 加納 - 溝田繁
- 萩野 - 野上哲也
- 一之助 - 竹本貴志
- 老中 - 北原将光
- 老中 - 岡村嘉隆
- 家臣 - 松尾勝人
- お糸 - 和田かつら
- 若侍 - 土井哲夫
- 女中 - 岡田雅江

## 殺し技
柳次
餓鬼や鬼に責められる亡者の刺繍が施された反物の中に仕込まれた金色の針金状の硬質な糸を引き出し、悪人の首に糸を巻き付けて絞め殺す。
基本的に反物を相手に向かって広げ、その絵柄を見せて驚いたところで葬る。屋内に侵入する際には床（及び畳）に反物を広げ、その上を歩き、足音を消したり足跡が付かないように進む。さらにそれを引き戻すカットも毎回挿入される。
変則技として、外道になった殺し技の師匠との対決では予備の金糸を用意して騙し討ちを仕掛け（第4話）、多数の反物を悪人の目の前に垂らし首に巻き付けて標的を惑わせ、その隙間から糸を投げて絞め殺す（第10話）、多数の金糸を一度に投げて標的を惑わせ、そのまま絞め殺した（第12話）。
悪人に突然襲われた際は手にしていた濡れ手拭を使い、相手の首を折っている。（第1話）。
脚本では糸を使うことは同じだが、絞殺ではなく、心臓に突き刺す描写になっていた。
悪人を始末する際は「いざ行かん」のBGMに乗せて仕事を遂行する。最終回の終盤での日下部伊織を始末する際には『必殺仕切人』の「悪党仕切る時は今」が流用された。
新吉
表稼業に使う鳥寄せの笛を吹き矢にして、針を発射し、悪人の首筋や額に打ち込む。相手の体が麻痺して硬直したところで近付き、針を体内に押し込んで止めを刺した後、針を引き抜く。
仕事の時は黒の薄羽織を頭から被り、顔を隠している。
悪人を始末する際は「冥土の鈴か、地獄花~殺しのテーマ~」のBGMに乗せて仕事を遂行する。
おくら
亭主の松が標的を攻撃しやすいように目印を設定したり、誘導、足止めをした後、鋭く研いだ瓦を悪人に目掛けて投げ、相手の首筋を斬り裂く。
鋭く研いだ瓦が武器かつ夫婦の共同作業という形式の殺し技は劇場版『必殺! THE HISSATSU』で用いられている。
悪人を始末する際は「冥土の鈴か、地獄花~殺しのテーマ~」のBGMに乗せて仕事を遂行する。

## スタッフ
- 制作 - 山内久司（朝日放送）
- プロデューサー - 辰野悦央（朝日放送）、櫻井洋三（松竹）
- 脚本 - 吉田剛、野上龍雄、保利吉紀、篠崎好、中原朗、林千代、石森史郎
- 音楽 - 平尾昌晃
- 監督 - 工藤栄一、松野宏軌、津島勝、黒田義之
- ナレーション
  - 語り - 中村梅之助
  - 作 - 山内久司
- 協力 - エクラン演技集団、新演技座
- 製作協力 - 京都映画撮影所（現・松竹撮影所）
- 制作 - 朝日放送、松竹

## 主題歌・挿入歌
- 主題歌 - 藤田絵美子「さよならさざんか」[12]（リバスターレコード）
作詞：宇山清太郎、作曲：平尾昌晃、編曲：竜崎孝路
- 挿入歌 - 西崎みどり「もどり道」（CBSソニー（現・ソニー・ミュージックレコーズ））
作詞：只野菜摘、作曲：宇崎竜童、編曲：入江純

## 放送日程
- サブタイトルのフォーマットは「○○の○○を探ります」

| 話数   | 放送日         | サブタイトル               | 脚本                     | 監督     |
| ------ | -------------- | -------------------------- | ------------------------ | -------- |
| 第1話  | 1985年08月02日 | 江戸絵図の謎を探ります     | 吉田剛 野上龍雄 保利吉紀 | 工藤栄一 |
| 第2話  | 1985年08月09日 | 佃島のおとめ魚を探ります   | 保利吉紀                 | 工藤栄一 |
| 第3話  | 1985年08月16日 | 神田のゆうれい坂を探ります | 篠崎好                   | 松野宏軌 |
| 第4話  | 1985年08月23日 | 小伝馬町の怪奇牢を探ります | 中原朗                   | 津島勝   |
| 第5話  | 1985年08月30日 | 六本木の朝顔を探ります     | 保利吉紀                 | 工藤栄一 |
| 第6話  | 1985年09月06日 | 本所の七不思議を探ります   | 林千代                   | 松野宏軌 |
| 第7話  | 1985年09月13日 | 湯島天神の紅梅を探ります   | 石森史郎                 | 黒田義之 |
| 第8話  | 1985年09月20日 | 浅草の㊙︎ドクロを探ります   | 中原朗                   | 松野宏軌 |
| 第9話  | 1985年09月27日 | 柴又帝釈天のトラを探ります | 篠崎好                   | 黒田義之 |
| 第10話 | 1985年10月11日 | 日本橋の地獄火を探ります   | 中原朗                   | 松野宏軌 |
| 第11話 | 1985年10月18日 | 板橋のウラ仕掛けを探ります | 保利吉紀                 | 松野宏軌 |
| 第12話 | 1985年10月25日 | 四谷の忍者寺を探ります     | 石森史郎                 | 黒田義之 |
| 第13話 | 1985年11月08日 | 子連れ刺客の魔剣を探ります | 中原朗                   | 松野宏軌 |

## ネット局
※途中で打ち切られた局や、しばらくの間放送する他系列ネットの局がある。
系列は放送当時のもの。
| 放送対象地域   | 放送局             | 系列                          | 備考               |
| -------------- | ------------------ | ----------------------------- | ------------------ |
| 近畿広域圏     | 朝日放送           | テレビ朝日系列                | 制作局             |
| 関東広域圏     | テレビ朝日         | テレビ朝日系列                |                    |
| 北海道         | 北海道テレビ       | テレビ朝日系列                |                    |
| 青森県         | 青森放送           | 日本テレビ系列 テレビ朝日系列 |                    |
| 岩手県         | テレビ岩手         | 日本テレビ系列                |                    |
| 宮城県         | 東日本放送         | テレビ朝日系列                |                    |
| 秋田県         | 秋田テレビ         | フジテレビ系列 テレビ朝日系列 |                    |
| 山形県         | 山形放送           | 日本テレビ系列 テレビ朝日系列 |                    |
| 福島県         | 福島放送           | テレビ朝日系列                |                    |
| 新潟県         | 新潟テレビ21       | テレビ朝日系列                |                    |
| 長野県         | テレビ信州         | テレビ朝日系列 日本テレビ系列 |                    |
| 山梨県         | テレビ山梨         | TBS系列                       |                    |
| 富山県         | 富山テレビ         | フジテレビ系列                |                    |
| 福井県         | 福井テレビ         | フジテレビ系列                |                    |
| 静岡県         | 静岡けんみんテレビ | テレビ朝日系列                | 現・静岡朝日テレビ |
| 中京広域圏     | 名古屋テレビ       | テレビ朝日系列                |                    |
| 鳥取県・島根県 | 山陰放送           | TBS系列                       |                    |
| 広島県         | 広島ホームテレビ   | テレビ朝日系列                |                    |
| 山口県         | 山口放送           | 日本テレビ系列 テレビ朝日系列 |                    |
| 徳島県         | 四国放送           | 日本テレビ系列                |                    |
| 香川県・岡山県 | 瀬戸内海放送       | テレビ朝日系列                |                    |
| 愛媛県         | 南海放送           | 日本テレビ系列                |                    |
| 高知県         | テレビ高知         | TBS系列                       |                    |
| 福岡県         | 九州朝日放送       | テレビ朝日系列                |                    |
| 長崎県         | 長崎放送           | TBS系列                       |                    |
| 熊本県         | テレビ熊本         | フジテレビ系列 テレビ朝日系列 |                    |
| 大分県         | 大分放送           | TBS系列                       |                    |
| 宮崎県         | 宮崎放送           | TBS系列                       |                    |
| 鹿児島県       | 鹿児島放送         | テレビ朝日系列                |                    |
| 沖縄県         | 琉球放送           | TBS系列                       |                    |

## 前後番組
| テレビ朝日系 金曜22時台（当時はABCの制作枠）  | テレビ朝日系 金曜22時台（当時はABCの制作枠） | テレビ朝日系 金曜22時台（当時はABCの制作枠）           |
| 前番組                                        | 番組名                                       | 次番組                                                 |
| --------------------------------------------- | -------------------------------------------- | ------------------------------------------------------ |
| 必殺仕事人V （1985年1月11日 - 1985年7月26日） | 必殺橋掛人 （1985年8月2日 - 1985年11月8日）  | 必殺仕事人V・激闘編 （1985年11月15日 - 1986年7月25日） |